# Mispel-slægten
Slægten Mispel (Mespilus) findes kun i Europa og Lilleasien, og Arkansas i Forenede Stater. Det er små træer elle store buske med elliptiske blade. Blomsterne sidder enkeltvis ved spidsen af skuddet. De er flødehvide og store. Frugterne er kuglerunde, hårde "æbler".
| Arter |

- Mispel (Mespilus germanica)
- Amerikansk mispel (Mespilus canescens)